# Paul McKinnon
Paul John McKinnon (Frimley, 1º agosto 1958) è un ex calciatore inglese, di ruolo attaccante.

## Carriera
Esordisce nel 1974 con i semiprofessionisti del Woking, dove gioca per i successivi 3 anni, fino a quando viene ingaggiato dal Sutton Utd, club di Isthmian League (all'epoca sesta divisione): è il primo di 8 diversi periodi (per complessive 13 stagioni) che trascorrerà nel club nel corso della carriera, nell'arco delle quali mette a segno 279 reti in partite ufficiali (in 525 presenze), grazie a cui è il miglior marcatore della storia del club, e con cui nel 1979 vince la Coppa Anglo-Italiana.
Per tutti gli anni '80 gioca in vari club della prima divisione svedese (2 anni al Malmö FF nel 1980 e 1981 con complessive 17 presenze e 7 reti in campionato, 2 all'Örebro, uno al Trelleborg ed un anno in seconda divisione al Tegs SK), tornando periodicamente alla fine di ogni stagione in Svezia (il campionato locale si giocava seguendo l'anno solare) al Sutton United, nel frattempo promosso in Alliance Premier League (quinta divisione, il più alto livello calcistico inglese al di fuori della Football League): fanno eccezione il triennio dal 1983 al 1986 (in cui gioca ininterrottamente nel Sutton United) e la stagione 1986-1987, in cui gioca 5 partite nel campionato inglese di seconda divisione con il Blackburn. Nel corso delle sue varie esperienze in Svezia esordisce inoltre nelle competizioni UEFA per club: con la maglia del Malmö segna infatti un gol in 4 presenze nella Coppa delle Coppe 1980-1981 e gioca 3 partite nella Coppa UEFA 1981-1982. Dal 1988 al 1991 gioca nuovamente nel Sutton United (disputando tra l'altro anche la partita del terzo turno della FA Cup 1988-1989 vinta per 2-1 contro il Coventry City, club di prima divisione e detentore del trofeo, in uno dei rari casi in cui un club non della Football League eliminò un club di prima divisione dalla competizione), mentre dal 1991 al 1993 gioca in Isthmian League con lo Slough Town (98 presenze e 36 reti in incontri ufficiali, di cui 75 presenze e 28 reti in campionato). Gioca infine per un'ulteriore stagione con il Sutton United, ritirandosi nel 1994.

## Palmarès

### Club

#### Competizioni nazionali
- Isthmian League: 2

Sutton United: 1984-1985, 1985-1986
- Isthmian League Cup: 2

Sutton United: 1983-1984, 1985-1986
- Conference League Cup: 1

Sutton United: 1990-1991

#### Competizioni internazionali
- Coppa Anglo-Italiana: 1

Sutton United: 1979
- Coppa Piano Karl Rappan: 2

Malmö: 1980
Örebro: 1988

#### Competizioni regionali
- London Senior Cup: 1

Sutton United: 1982-1983
- Surrey Senior Cup: 7

Sutton United: 1980, 1983, 1984, 1985, 1986, 1988